# مارك روز
مارك روز هو سياسي كندي، ولد في 5 مارس 1924، وتوفي في 8 مارس 2008. حزبياً، نشط في الحزب الديمقراطي الجديد. وقد انتخب عضو مجلس العموم الكندي.